# Square Enix
Square Enix Holdings Co., Ltd. (株式会社スクウェア・エニックス・ホールディングス Kabushiki-gaisha Sukuea Enikkusu Hōrudingusu?) es una compañía desarrolladora de videojuegos japonesa y distribuidora, más conocida por sus franquicias de videojuegos de rol como la saga Final Fantasy, Dragon Quest, y la saga de acción RPG Kingdom Hearts. Sus oficinas centrales se encuentran en Shinjuku Bunka Quint Building en Yoyogi, Shibuya, Tokio.
La revista Famitsū de la distribuidora Enterbrain la ha premiado como el "Mejor Desarrollador de Videojuegos", condecoración otorgada con respecto a los títulos lanzados entre el 1 de enero y el 31 de diciembre de 2015.

## Historia
Su origen es el resultado de la fusión de las compañías Squaresoft y Enix, llevada a cabo el 1 de abril de 2003. En febrero de 2004 apareció en España el primer Final Fantasy después de dicha fusión (el juego ya había sido creado por SquareSoft), Final Fantasy X-2.
Square Enix se subdivide regionalmente en Square Enix Japan, Square Enix, Inc. (para todo el norte de América) y Square Enix Europe Ltd. (para Europa y otras áreas con el estándar de televisión PAL). Recientemente en 2006 Square Enix abrió una nueva franquicia en China, Square Enix China, con el propósito de expandirse en el mercado asiático (https://web.archive.org/web/20190710142021/http://www.square-enix.net.cn/).
La franquicia del juego Dragon Quest, de la antigua Enix, es considerada la más popular en Japón incluso al nivel del clásico de Nintendo, Mario Bros. Aunque la franquicia más vendida y reconocida de Square Enix es Final Fantasy, antes perteneciente a Squaresoft.
Además de la preparación de la duodécima entrega de la serie para 2006.
También se encuentra disponible un juego para iPod creado por Square Enix en el 2008 llamado "Song Summoner: The Unsung Heroes", se puede conseguir vía iTunes y al igual que el desarrollo de la mayoría de sus juegos es un videojuego de rol, está adaptado específicamente a la rueda clic, se basa prácticamente en un "Final Fantasy Tactics" para iPod, la historia está basada en una ciudad futurista donde el personaje principal es Ziggy que busca a su hermano Zero, la música cargada en el iPod es importante puesto que por cada canción se pueden crear "Tune Troopers" especiales, que son personajes con fuerza distinta, que dependiendo del tipo de canción servirán para derrotar a los enemigos a lo largo del juego, lo interesante es que por cada vez que se reproduzca una canción elegida en el juego, mientras no se está jugando, servirá para acumular puntos y utilizarlos como extras y tomar ventaja en algunas misiones.

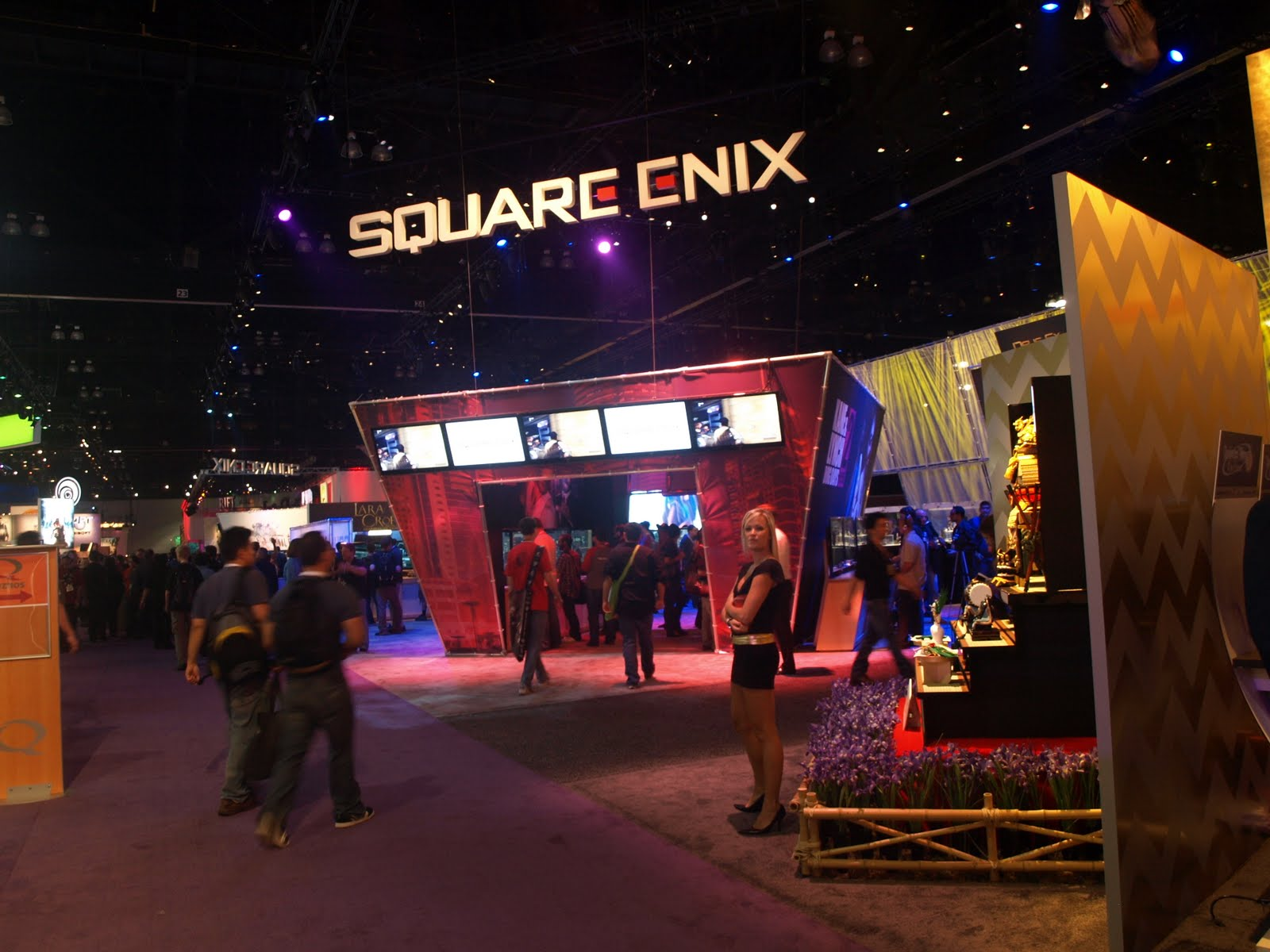
Stand de Square Enix en el E3 2010.

## Software

### Videojuegos destacados
Esto es únicamente un pequeño listado de los juegos más famosos desarrollados o distribuidos por Square Enix a lo largo de su historia. No intenta ser extensivo, sino señalar juegos importantes en la historia del videojuego o de la compañía.
- Saga Final Fantasy
- Hitman: Absolution
- Sleeping Dogs
- Dragon Quest (también conocido como Dragon Warrior)
- Saga Kingdom Hearts
- The World Ends with You
- Super Mario RPG: Legend of the Seven Stars
- SaGa
- Life Is Strange
- Einhänder
- Mini Ninjas
- Seiken Densetsu
- Chrono Trigger
- Chrono Cross
- Terranigma
- Front Mission
- Soul Blazer
- Bushido Blade
- Parasite Eve
- ActRaiser
- Drakengard
- Xenogears
- Vagrant Story
- Brave Fencer Musashi
- The Last Remnant
- NieR Gestalt / NieR Replicant
- Murdered: Soul Suspect
- NieR: Automata

### Franquicias
- Dragon Quest - De Enix - Nació en la NES en 1986
- Final Fantasy - De Square - Nació en la NES en 1987
- Itadaki Street - Solo en Japón - De Enix - Nació en la Famicom en 1988
- SaGa - De Square - Nació en la Gameboy en 1989
- Seiken Densetsu - Mana fuera de Japón- De Square - Nació en la Gameboy en 1991
- Chrono - De Square - Nació en la SNES en 1995
- Front Mission - De Square - Nació en la SNES en 1995
- Star Ocean - De Tri-Ace (no pertenece a Square Enix) - Nació en la SNES en 1996
- Parasite Eve - De Square - Nació en la PlayStation en 1998
- Valkyrie Profile - De Tri-Ace (no pertenece a Square Enix) - Nació en la PlayStation en 1999
- Kingdom Hearts - De Square y Disney - Nació en la PlayStation 2 en 2002
- Chaos Rings - De Square Enix - Nació en IOS en 2010
- Bravely Default - De Square Enix - Nació en Nintendo 3DS en 2012
- Octopath Traveler - De Square Enix - Nació en Nintendo Switch en 2018

## Lista de Videojuegos

### 2004
- Kingdom Hearts: Chain of Memories para Game Boy Advance
- Final Fantasy I & II: Dawn of Souls para Game Boy Advance
- Star Ocean Till the End of Time para PlayStation 2
- Final Fantasy XI (Juego Online) para PC
- Drakengard para PlayStation 2
- Sword of Mana para Game Boy Advance
- Final Fantasy: Crystal Chronicles para Nintendo Game Cube
- Final Fantasy X-2 para PlayStation 2

### 2005
- Kingdom Hearts II para PlayStation 2
- Musashi para PlayStation 2
- Final Fantasy IV para Gameboy Advance
- Dragon Quest VIII para PlayStation 2
- Romancing SaGa para PlayStation 2
- Radiata Stories para PlayStation 2
- Fullmetal Alchemist 2: Curse of the Crimson Elixir para PlayStation 2
- Fullmetal Alchemist & The Broken Angel para PlayStation 2

### 2006
- Dirge of Cerberus: Final Fantasy VII para PlayStation 2
- Final Fantasy XII para PlayStation 2
- Dragon Quest Heroes: Rocket Slime para Nintendo DS
- Valkyrie Profile: Lenneth para PSP
- Grandia III para PlayStation 2
- Valkyrie Profile 2: Silmeria para PlayStation 2
- Children of Mana para Nintendo DS
- Mario Hoops 3-on-3 para Nintendo DS
- Final Fantasy V para Gameboy Advance
- Final Fantasy III para Nintendo DS
- Final Fantasy XI para Xbox 360
- Final Fantasy XI Treasures of Aht Urhgan para PlayStation 2 y PC

### 2007
- Final Fantasy Fables: Chocobo Tales para Nintendo DS
- Kingdom Hearts 2 Final Mix+ para PlayStation 2
- Dawn of mana para PlayStation 2

### 2008
- The World Ends with You para Nintendo DS
- Dragon Quest: Monster Joker para Nintendo DS
- Final Fantasy VII: Crisis Core para PSP
- Song Summoner: The Unsung Heroes para iPod
- Kingdom Hearts Re: Chain of Memories para PlayStation 2
- Dissidia: Final Fantasy para PSP
- Minininjas

### 2009
- The Last Remnant para PC y Xbox 360
- Kingdom Hearts: 358/2 Days para Nintendo DS
- Final Fantasy para iPod Touch
- Song Summoner: The Unsung Heroes Encore para iPod Touch
- Hills and Rivers Remain para iPod Touch

### 2010
- Kingdom Hearts: Birth By Sleep para PSP
- The 3rd Birthday para PSP
- Chaos Ring para iPod Touch
- Final Fantasy XIII para PlayStation 3 y Xbox 360
- Nier para PlayStation 3 y Xbox 360
- Final Fantasy II para iPod Touch
- Secret Of Mana para iPod Touch
- Final Fantasy XIV para PlayStation 3 y PC
- Dragon Quest IX para Nintendo DS
- Kane & Lynch 2: Dog Days para PlayStation 3, Xbox 360 y PC
- Mario Sports Mix para Nintendo Wii

### 2011
- Final Fantasy III para iPod Touch
- Chaos Ring Omega para iPod Touch
- Kingdom Hearts: Re:Coded para Nintendo DS
- Deus Ex: Human Revolution para PlayStation 3, Xbox 360, PC y Wii U

### 2012
- Kingdom Moon para PlayStation 3, PSP, Xbox 360 Wii y Nintendo 3DS
- Final Fantasy XIII-2 para Xbox 360 y PlayStation 3
- Chaos Ring II para iPod Touch
- Kingdom Hearts 3D: Dream Drop Distance para Nintendo 3DS
- Tomb Raider para Xbox 360, PlayStation 3 y PC
- Hitman: Absolution para Xbox 360, PlayStation 3 y PC
- Final Fantasy Dimensions para iPod Touch
- Dragon Quest X para Wii y Wii U
- Sleeping Dogs para PC, Xbox 360 y PlayStation 3
- Final Fantasy Airborne Brigade para iPod Touch
- Final Fantasy IV para iPod Touch
- Bravely Default: For the Sequel para Nintendo 3DS

### 2013
- Tomb Raider para PC, Xbox 360 y PlayStation 3
- Final Fantasy All The Bravest para iPod Touch
- Final Fantasy V para iPod Touch
- Final Fantasy Tactics S para iPod Touch
- Kingdom Hearts HD 1.5 ReMIX para PlayStation 3
- Gameglobe (En línea) para PC

### 2014
- Murdered: Soul Suspect para PC, Xbox 360, PlayStation 3, Xbox One y PlayStation 4
- Kingdom Hearts HD 2.5 ReMIX para PlayStation 3

### 2015
- Life Is Strange para PC, Xbox 360, Xbox One, PlayStation 3 y PlayStation 4
- Nosgoth para PC
- Rise of the Tomb Raider para Xbox One y Xbox 360

### 2016
- Rise of the Tomb Raider para PC y PlayStation 4
- Deus Ex: Mankind Divided para PC, Xbox One y PlayStation 4
- Hitman para PC, Xbox One y PlayStation 4
- Final Fantasy XV para Xbox One y PlayStation 4

### 2017
- NieR: Automata para PlayStation 4, Xbox One y PC
- Kingdom Hearts HD 2.8 Final Chapter Prologue para PlayStation 4
- Kingdom Hearts HD 1.5 + 2.5 ReMIX para PlayStation 4
- Life Is Strange: Before the Storm para PlayStation 4, Xbox One y PC
- SINoAlice para Teléfono móvil

### 2018
- Shadow of the Tomb Raider para PlayStation 4, Xbox One y Microsoft Windows
- The Awesome Adventures of Captain Spirit para PlayStation 4, Xbox One y Microsoft Windows
- Octopath Traveler para Nintendo Switch
- Life Is Strange 2 para PlayStation 4, Xbox One, MacOS y Microsoft Windows
- The World Ends with You: Final Remix para Nintendo Switch
- Dragon Quest XI: Ecos de un pasado perdido para Nintendo 3DS y PlayStation 4
- The Quiet Man
- Just Cause 4 para PlayStation 4, Xbox One y Microsoft Windows

### 2019
- Kingdom Hearts III para PlayStation 4 y Xbox One
- Dragon Quest Builders 2 para PlayStation 4, Nintendo Switch Microsoft windows y Xbox One
- Shadow of the Tomb Raider para macOS, Linux y Stadia
- Oninaki para Nintendo Switch y PlayStation 4

### 2020
- Kingdom Hearts HD 1.5+2.5 ReMIX para Xbox One
- Kingdom Hearts HD 2.8 Final Chapter Prologue para Xbox One
- Final Fantasy VII Remake para PlayStation 4
- Trials of Mana para PlayStation 4 y Nintendo Switch
- Marvel's Avengers para PlayStation 4, Xbox One, Microsoft Windows y Stadia
- Kingdom Hearts: Melody of Memory para Nintendo Switch, PlayStation 4 y Xbox One (retrocompatible con Xbox Series X|S)
- Marvel's Avengers para PlayStation 5 y Xbox Series X|S

### 2021
- Love Live! School Idol Festival ~after school ACTIVITY~ Wai-Wai!Home Meeting!! para PlayStation 4
- Outriders para PlayStation 4, PlayStation 5, Xbox One, Project Scarlett, Google Stadia y Microsoft Windows
- Balan Wonderworld para PlayStation 4, PlayStation 5, Xbox One, Project Scarlett, Google Stadia y Microsoft Windows
- Life Is Strange: True Colors para Microsoft Windows, PlayStation 4, PlayStation 5, Xbox One y Xbox Series.
- Nier Replicant ver.1.22474487139 para PlayStation 4, Xbox One y Microsoft Windows
- NEO:The World Ends with You para PlayStation 4, Nintendo Switch y Microsoft Windows
- Bravely Default 2 para Nintendo Switch
- Nier Reincarnation para Android e iOS
- Circuit Superstars para PlayStation 4 Nintendo Switch Microsoft Windows y Xbox One
- Tomb Raider Reloaded para Android

## Manga
En lo que respecta al manga, Square Enix tiene sus publicaciones, todas con el sello editorial de Enix. Actualmente, su revista de manga más conocida es la Gekkan Shōnen Gangan que publica, como su nombre lo indica, manga shōnen; pero también tiene sus publicaciones shōjo.
Cabe destacar que Enix publica mangas de aventura, que incluyen historias rebosantes de personajes con magia y poderes, tierras lejanas, leyendas, mitos, creencias, tesoros, y siempre algo de romance.
La mayoría de los mangas publicados por Enix están basados en videojuegos, obviamente, publicados por Square Soft.
Enix se caracteriza por publicar títulos de manga tales como Barakamon, Fullmetal Alchemist, Soul Eater, Akame ga Kill!, Kakegurui, Kingdom Hearts, Tales of Eternia, Legend of Mana, Pandora Hearts, Kuroshitsuji, Umineko no naku koro ni y Higurashi no naku koro ni, entre otros.
- Revistas
  - Gekkan Shōnen Gangan
  - Gekkan GFantasy (llamada GFantasy)
  - Gangan Joker
  - Young Gangan
- Revistas web
  - Gangan ONLINE
- Revistas descontinuadas
  - Gangan Powered (2001-2009)
  - Gangan Wing (1996-2009)